# Colin Tilley
Colin Tilley (Berkeley, 27 giugno 1988) è un regista statunitense di video musicali, fondatore dell'azienda Boy in the Castle Production.

## Biografia
Ha scritto e diretto video per artisti come Chris Brown, Justin Bieber, Justin Timberlake, Nicki Minaj, 50 Cent, Lil Wayne, Britney Spears, Usher e Wiz Khalifa. L'artista con cui ha collaborato di più è Chris Brown, per il quale ha diretto 19 video musicali; tutti i video dei singoli estratti da F.A.M.E. (ad eccezione di quello del singolo Beautiful People) sono stati diretti da Tilley. Ha vinto numerosi premi incluso il miglior video dell'anno ai BET Awards 2011 con Look at Me Now di Chris Brown e il miglior video maschile agli MTV Video Music Awards 2011 con U Smile di Justin Bieber.
Attualmente sta lavorando a diversi progetti e vive a Los Angeles.

## Videografia
- Fergie
  - M.I.L.F.$
- Iggy Azalea
  - Savior
  - Kream
  - Sally Walker
  - Fuck It Up
- Huang Zitao
  - T.A.O
- David Guetta
  - Just One Last Time
  - I Can Only Imagine
- 50 Cent
  - Girls Go Wild
- Pia Mia
  - Do It Again
- Chris Brown
  - Next 2 You
  - She Ain't You
  - Look at Me Now
  - Yeah 3x
  - No Bullshit
  - Deuces
  - Strip
  - The Matrix
  - Don't Wake Me Up
  - Don't Judge Me
- J Balvin
  - Blanco
- Rita Ora
  - Body on Me
- Britney Spears
  - Slumber Party
- Nicki Minaj
  - I Am Your Leader
  - The Boys
  - Freedom
  - Anaconda
- Tulisa
  - Live It Up
- Justin Bieber
  - Never Let You Go
  - U Smile
  - Fa La La
  - Confident
  - Holy
  - Anyone
  - Peaches
  - Ghost
- Conor Maynard
  - Turn Around
- Wiz Khalifa
  - No Sleep
- Rick Ross
  - Bag of Money
- Tyga
  - I'm Gone
  - Faded
  - I'm on It
  - My Glory
  - Make It Nasty
- J. Cole
  - Nobody's Perfect
- DJ Khaled
  - Take It to the Head
- French Montana
  - Shot Caller (Remix)
- Mary J. Blige
  - Someone to Love Me (Naked)
  - Why
- Young Jeezy
  - Ballin'
- Keri Hilson
  - One Night Stand
  - Lose Control (Let Me Down)
- Diddy
  - Dirty Money
  - Ass on the Floor
  - Yesterday
  - Your Love
  - Looking for Love
- New Boyz
  - Better with the Lights Off
- Ciara
  - Speechless
- Melanie Fiona
  - Gone and Never Coming Back
  - 4AM
- Chipmunk
  - In the Air
  - Champion
- Jeremih
  - Down on Me
- Lil Wayne
  - John
  - No Worries
- JLS
  - She Makes Me Wanna
- Soulja Boy
  - Mean Mug
- FreeSol
  - Fascinated
- Katy B
  - Witches' Brew
- Jason Derulo
  - It Girl
  - Breathing
  - Fight for You
  - The Other Side
  - Talk Dirty
- Lil B
  - We Can Go Down
- Red Café
  - Fly Together
- Fat Joe
  - Another Round
- Dappy
  - Rockstar
  - Good Intentions
- Bow Wow
  - Ain't Thinkin' 'Bout You
- Six D
  - Best Damn Night
- Labrinth
  - Last Time
- Hugo
  - 99 Problems
- Sean Garrett
  - In Da Box
- Tank
  - Sex Music
- Lloyd
  - Let's Get It In
- Jawan Harris
  - Another Planet
- Shontelle
  - Perfect Nightmare
- Jessie and The Toy Boys
  - Let's Get Naughty
- Skrillex
  - Purple Lamborghini
- Post Malone
  - Goodbyes
  - Circles
- Dj Snake
  - Taki Taki (feat Ozuna, Cardi B, Selena Gomez)
  - SG (con Ozuna, Megan Thee Stallion e Lisa)
- Cardi B
  - WAP (feat. Megan Thee Stallion)
- Halsey
  - Without Me
  - You Should Be Sad
- Yungblud
  - 11 Minutes (feat Halsey, Travis Barker)
- Rosé
  - Messy

## Filmografia
- 2015 – Mr. Happy[2]
- 2021 – If I Can't Have Love, I Want Power[3]

## Premi e riconoscimenti
Tilley ha vinto numerosi premi incluso il miglior video dell'anno ai BET Awards 2011 con Look at Me Now di Chris Brown e il miglior video maschile agli MTV Video Music Awards 2011 con U Smile di Justin Bieber. È stato inoltre nominato per tre video musicali ai Video Music Awards nello stesso anno, tra cui miglior video di un artista maschile, miglior video hip-hop e miglior video collaborazione.